# Ruja, Sibiu
Ruja (în dialectul săsesc Riseln, Rîzeln, Rizln, în germană Roseln, Rosslen, Rosenthal, în maghiară Rozsonda) este o localitate componentă a orașului Agnita din județul Sibiu, Transilvania, România.

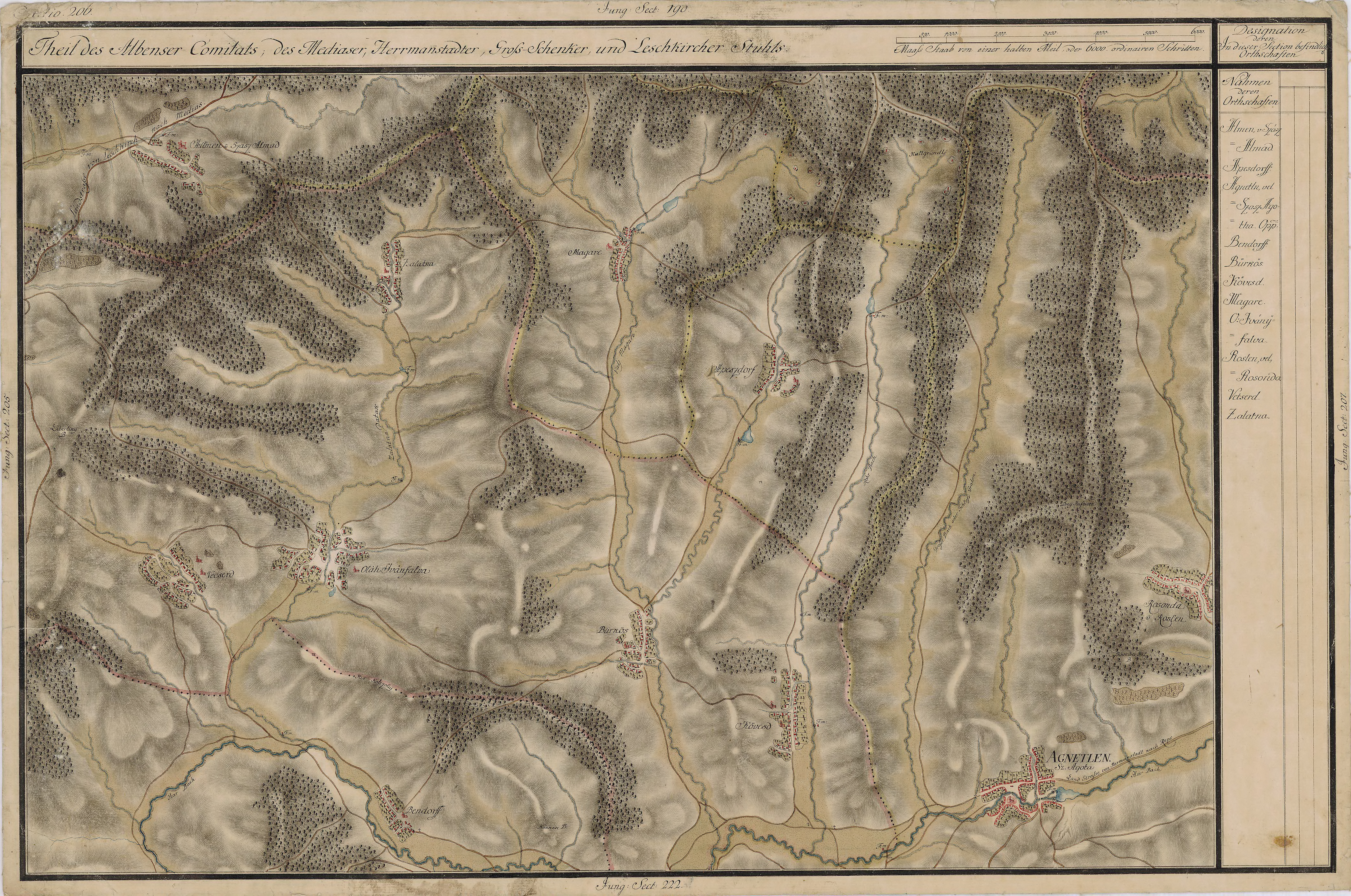
Ruja în Harta Iosefină a Transilvaniei, 1769-1773

## Monumente
- Biserica evanghelică fortificată din Ruja, inițial romano-catolică, cu hramul Sfânta Magdalena, începutul secolului al XIV-lea[1]
- Monumentul Eroilor Români din Primul și Al Doilea Război Mondial. Monumentul este de tip placă comemorativă și se află în incinta Bisericii Ortodoxe. Placa este realizată din lemn și are dimensiunile de 60/40 cm. Aceasta cuprinde înscrisuri cu numele a 15 eroi români, din Primul Război Mondial, precum și numele a 9 eroi români, din Al Doilea Război Mondial.
- Monumentul Eroilor Români din Al Doilea Război Mondial. Troița se află amplasată în cimitirul Bisericii Ortodoxe. Aceasta a fost dezvelită în anul 1947 și s-a realizat din lemn de stejar sculptat. Înălțimea monumentului este de 5 m, fiind sprijinit pe un soclu cu dimensiunile de 1/1 m. Împrejmuirea este realizată cu un gard din lemn. Pe troiță se află următorul înscris comemorativ: „Nimic fără Dumnezeu“.

## Imagini

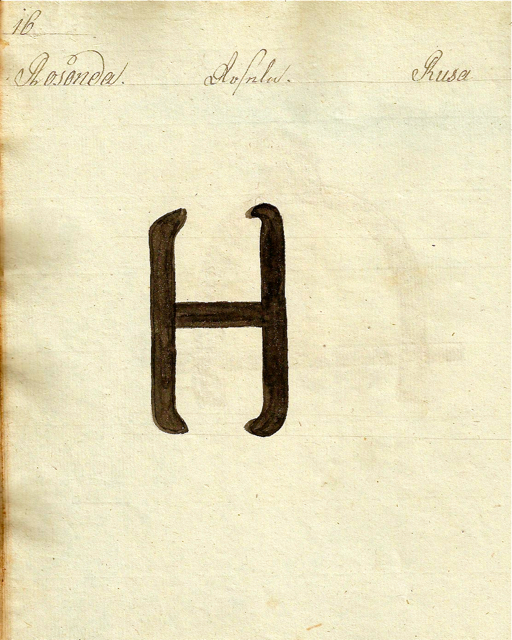
1826 - Danga pentru vite
- Biserica fortificată